# Герзеанска култура
Герзеанска култура (Накада II) је прединастичка староегипатска култура која се датује у 3600. — 3300/3250. годину п. н. е. Распростирала се до области средње и доње Нубије, а припада јој и локалитет у делти Нила – Миншат Абу Омер.
Дели се на:
- Рани Герзеан (од 3650/3600. – 3400. године п. н. е.)
- Позни Герзеан (од 3400-3300/3250. године п. н. е.) у коме се примећују знакови интензивније политичке делатности коју чине борбе за превласт између владара Горњег и Доњег Египта.

## Насеља
Пример архитектуре ове културе може се видети на локалитету Хиераконполис, у коме је отркивено светилиште у облику четвороугла са заобљеним угловима и комплекс култних грађевина из периода Накада IIб и IIIа1. Под је био овалан и омалтерисан блатом. Ров се налазио на северној страни и завршавао се капијом. На јужној страни откривен је мали четвороугани простор од ћерпича.
Куће су биле правоугаоне основе, састојале су се из собе и дворишта које се налазило испред.
Кров је покривао половину куће.

## Сахрањивање
Гробови су правоугаони, са згрченим покојницима. Тело је постављено главом према југу, а лицем ка западу. И даље се користе округли гробови. Понекад гробови су обложени асурама или дрветом. Не јавља се више умотавање тела.
На крају Накаде II почињу да се користе у већем броју гробнице са нишом на источној страни, где је положено тело. Крај ногу покојника често је постављен велики крчаг.

## Керамика
Јављају се три класе керамике:
- - Керамика са таласастим дршкама (Wavy handled pottery), која је била основа за стварање Питријеве хронологије. Посуде су издужене, са дршкама које се смањују и дегенеришу док не постану орнамент.
- - Касна керамика (Late pottery) је мало истраживана класа, која се везује само за Горњи Египат. Чине је посуде су за свакодневну употребу, бледо ружичасте или мрке боје, понекад су мало заглачане и немају превлаку. Од облика су присутне посуде издужене у доњем делу са шпицастим дном и издужене посуде са равним дном.
- - Декорисана керамика (Decorated pottery)која се зове и фунерална керамика. Ово је од најзначајнијих класа и искључиво је везана за Накаду II. Керамика ове класе је израђивана од фино пречишћене глине. После печења осликавао се мотив тамно црвеном бојом. Од орнамената се појављују спирале, имитација љуштуре пужа, алоја, врста дивље банане, жбун, козорог, антилопа, фламинго у лету у јату, низови троуглова који представљају брда, таласасте линије које представљају воду, зарези, шаховска поља, пентаграм, представа барке и сл.

За крај ове културе карактеристичне су палете.